# Dysdera littoralis
Dysdera littoralis är en spindelart som beskrevs av Denis 1962. Dysdera littoralis ingår i släktet Dysdera och familjen ringögonspindlar.
Artens utbredningsområde är Marocko. Inga underarter finns listade i Catalogue of Life.